# Annie Wersching
Annie Wersching (født 28. marts 1977, død 29. januar 2023) var en amerikansk skuespiller bedst kendt i rollen som FBI-agenten Renee Walker i den amerikanske tv-serie 24 Timer.

## Biografi
Wersching var født og opvokset i St. Louis. Hun gik i high school på Crossroads College Preparatory school i det vestlige St. Louis. I sine unge år deltog hun i irsk dans og var med i St. Louis Celtic Stepdancers. Hun havde en eksamen i musikalsk teater fra Millikin University.
Wersching begyndte sin skuespillerkarriere med en gæsteoptræden i showet Star Trek: Enterprise og deltog efterfølgende som gæstestjerne i blandt andet Heksene fra Warren Manor, Killer Instinct, Supernatural og Cold Case. Fra marts til november 2007 spillede hun gentagne gange rollen som Amelia Joffe i ABC Daytimes sæbeopera General Hospital. Hun arbejdede også på teatre såsom: Victory Gardens, Marriott Lincolnshire, Utah Shakespearean Festival.
Wersching spillede Renee Walker, en FBI-agent, i sæson 7 og 8 i 24 Timer.
Wersching spillede catcher for National League i Taco Bell All-Star Legends and Celebrity Softball Game i 2009.

## Filmografi

### Film
| År   | Titel             | Rolle           |
| ---- | ----------------- | --------------- |
| 2003 | Bruce Almighty    | Kvinde til fest |
| 2010 | Below the Beltway | Darcy           |

### TV
| År         | Titel                          | Rolle                 | Noter                                            |
| ---------- | ------------------------------ | --------------------- | ------------------------------------------------ |
| 2002       | Star Trek: Enterprise          | Liana                 | Episode: "Oasis"                                 |
| 2002       | Birds of Prey                  | Lynne Emerson         | 1 episode                                        |
| 2003       | Frasier                        | Esthetician           | 1 episode                                        |
| 2003       | Angel                          | Margaret              | Episode: "Shiny Happy People"                    |
| 2004       | Charmed                        | Demonatrix Two        | 1 episode                                        |
| 2005       | Out of Practice                | Conner                | 1 episode                                        |
| 2005       | Killer Instinct                | Cecilia Johnson       | 1 episode                                        |
| 2005       | E-Ring                         | Lieutenant            | 1 episode                                        |
| 2006       | Cold Case                      | Libby Bradley (1979)  | 1 episode                                        |
| 2006       | Boston Legal                   | Ellen Tanner          | 1 episode                                        |
| 2007       | Supernatural                   | Susan Thompson        | 1 episode                                        |
| 2007       | General Hospital               | Amelia Joffe          | Recurring role                                   |
| 2007       | Journeyman                     | Diana Bloom           | 1 episode                                        |
| 2009–2010  | 24 Timer                       | Renee Walker          | Main cast (seasons 7–8)                          |
| 2010       | CSI: Crime Scene Investigation | Priscilla Prescott    | 1 episode                                        |
| 2010       | NCIS                           | Gail Walsh            | 1 episode                                        |
| 2011       | Partners                       | Jesse-Lynn Mancini    | Television film                                  |
| 2011       | No Ordinary Family             | Michelle Cotton       | 1 episode                                        |
| 2011       | Rizzoli & Isles                | Nicole Mateo          | 1 episode                                        |
| 2011       | Hawaii Five-0                  | Samantha Martell      | 1 episode                                        |
| 2012       | Harry's Law                    | Patricia Stanhope     | 1 episode                                        |
| 2012       | Blue-Eyed Butcher              | Allie                 | Television film                                  |
| 2013       | The Surrogate                  | Allison Kelly         | Television film                                  |
| 2013       | Body of Proof                  | Yvonne Kurtz          | 1 episode                                        |
| 2013       | Dallas                         | Alison Jones          | 4 episoder                                       |
| 2013       | Touch                          | Kate Gordon           | 1 episode                                        |
| 2013       | Revolution                     | Emma                  | 2 episodes                                       |
| 2013; 2015 | Castle                         | Kelly Nieman          | 3 episodes                                       |
| 2014       | Intelligence                   | Kate Anderson         | 1 episode                                        |
| 2014–2021  | Bosch                          | Julia Brasher         | Main cast (season 1); guest star (seasons 2 & 7) |
| 2014       | Blue Bloods                    | Joyce Carpenter       | Episode: "Insult to Injury"                      |
| 2014       | Extant                         | Femi Dodd             | Recurring role                                   |
| 2015–2016  | The Vampire Diaries            | Lily Salvatore        | Recurring role                                   |
| 2016       | Code Black                     | Katie Miller          | 1 episode                                        |
| 2016       | The Catch                      | Karen Singh           | 1 episode                                        |
| 2016       | Major Crimes                   | Liz Soto              | 1 episode                                        |
| 2017       | The Other Mother               | Jackie McClain        | Television film                                  |
| 2017–2018  | Timeless                       | Emma Whitmore         | Recurring role                                   |
| 2017       | Doubt                          | Bonnie Harris         | 1 episode                                        |
| 2017–2019  | Runaways                       | Leslie Dean           | Main cast                                        |
| 2018       | Hell's Kitchen                 | Herself (guest diner) | 1 episode                                        |
| 2019–2022  | The Rookie                     | Rosalind Dyer         | Recurring role (seasons 2–3, 5)                  |
| 2022       | Star Trek: Picard              | Borg Queen            | Recurring role (season 2)                        |

### Computerspil
| År   | Titel          | Rolle  | Noter         |
| ---- | -------------- | ------ | ------------- |
| 2013 | The Last of Us | Tess   | Stemmearbejde |
| 2019 | Anthem         | Tassyn | Stemmearbejde |